# 11 Batalion Ochrony Pogranicza
Samodzielny Batalion Ochrony Pogranicza nr 11 – samodzielny pododdział Wojsk Ochrony Pogranicza.

## Formowanie i zmiany organizacyjne
Na podstawie rozkazu MON nr 055/org. z 20 marca 1948, na bazie Mazurskiego Oddziału WOP nr 5, sformowano 7 Brygadę Ochrony Pogranicza, a 25 komendę odcinka WOP przemianowano na batalion Ochrony Pogranicza nr 11.
Rozkazem Ministra Obrony Narodowej nr 205/Org. z 4 grudnia 1948, z dniem 1 stycznia 1949, Wojska Ochrony Pogranicza podporządkowano Ministerstwu Bezpieczeństwa Publicznego. Zaopatrzenie batalionu przejęła Komenda Wojewódzka Milicji Obywatelskej.
Z dniem 1 stycznia 1951, na podstawie rozkazu MBP nr 043/org z 3 czerwca 1950, na bazie 7 Brygady Ochrony Pogranicza, sformowano 19 Brygadę Wojsk Ochrony Pogranicza, a 11 batalion Ochrony Pogranicza przemianowano na 194 batalion WOP.

## Struktura organizacyjna
Dyslokacja batalionu przedstawiała się następująco :
- dowództwo batalionu – Kowale Oleckie
- 118 strażnica OP – Gołdap
- 119 strażnica OP – Bludzie
- 120 strażnica OP – Stankuny
- 121 strażnica OP – Rutka-Tartak.